# Peromyscus perfulvus
Peromyscus perfulvus es una especie de roedor de la familia Cricetidae.

## Distribución geográfica
Se encuentra solamente en México. 